# 北原ちあき
北原 ちあき（きたはら ちあき、1964年1月24日 - ）は、日本の元女優、モデル。東京都大田区出身。
AKプロモーションに所属していた。

## 略歴
文教大学女子短期大学部卒業。1980年代中期のアダルト作品で活動した。テレビ東京『おはよう爽やかさん』の司会で芸能界デビュー。1984年から翌年にかけて、にっかつロマンポルノ6作品に出演、4作品目の『セックス・メイド お掃除のあとで』では主役を張った。やがてアダルトビデオに活躍の場を移し、1987年ごろまで出演作品がリリースされる。1986年から、緊縛写真がSM雑誌に掲載されるようになる。
趣味はスケート、水上スキー。空手二段の段位を持つ。

## 出演作品

### 映画
- セクシー・オーラル 浮気な唇（1984年、日本トップアート）
- 残酷!少女タレント（1984年、にっかつ）
- ニセ未亡人 いちじく白書（1984年、にっかつ）
- セックス・メイド お掃除のあとで（1984年、日本トップアート） - 主演作品
- スケバン株式会社 やっちゃえ!お嬢さん（1984年、にっかつ）
- 看護婦女子寮 いじわるな指（1985年、にっかつ）
- みんなあげちゃう（1985年、にっかつ）

※カッコ内は製作会社。配給はすべてにっかつ。

### アダルトビデオ
- 桃色体験・・する（1984年）
- 本番オナニー 北原ちあきinセブ島（1984年）
- 北原ちあきセックスレポート・私本番やりました（1984年）
- 愛人宣言（1985年）
- もう帰れない（1986年）
- ふ・り・ん（1986年）
- 愁色の再会（1986年）
- ちあきの顔面シャワー初体験（1986年）
- みつめかえして（1986年）
- 痙攣（1987年）
- さようなら ちあき（1987年）
- 美少女クイーンシリーズII『女装奴隷』（1988年）

### 写真集
- 北原ちあき写真集（近代映画社)
- 恋・ひととき（大陸書房）
- 愛きらめき（大陸書房 / ピラミッド文庫）
- 招かれた女（ミリオン出版 / S&Mスナイパー特別編集）

### ドラマ
- サーティーン・ボーイ第4話（1985年、TBS系）- 美穂
- 誇りの報酬 第5話「私だって刑事の妹」 (1985年、日本テレビ） - 上野和美
- 真田太平記（1986年、NHK） - 村娘
- 月曜ドラマランド「ザ・サムライ」（1986年、フジテレビ系） - 今村朱美